# PZL Bielsko SZD-31
Bei der PZL Bielsko SZD-31 Zefir 4 handelt es sich um ein einsitziges Hochleistungssegelflugzeug der polnischen Firma Szybowcowy Zakład Doświadczalny (deutsch Segelflugzeug-Entwicklungswerk).

## Entwicklung
Der Schulterdecker ist zu großen Teilen aus Holz hergestellt und wurde aus der SZD-29 Zefir 3 entwickelt. Entwicklungsleiter Bogumił Szuba versah die Zefir 4 mit sechs statt vierteiligen Fowlerklappen, von denen die beiden äußeren mit den Querrudern gekoppelt waren. Sie erhielt weiterhin einen dicken Rumpf und einen Instrumentenpilz der eine Sauerstoffanlage aufnahm. Den Erstflug des ersten Prototyps (Kennzeichen SP–2517) führte Adam Zientek am 7. Dezember 1967 durch. Es folgten noch die SP–2518 und die SP–2519. Zwei der drei gebauten Zefir 4 hatten ihr Wettkampfdebüt bei der Weltmeisterschaft 1968 in Leszno, wobei jedoch auch der Titelverteidiger Jan Wróblewski und der ebenfalls teilnehmende Mirosław Krolikowski durch hohe Flächenbelastung und schlechte thermische Bedingungen keine Siegchancen hatten. Sie konnten nur den 14. bzw. 28. Platz belegen.

## Technische Daten
| Kenngröße                      | Daten                 |
| ------------------------------ | --------------------- |
| Baujahre                       | 1967                  |
| Hersteller                     | SZD Bielsko           |
| Konstrukteur(e):               | Bogumił Szuba         |
| Besatzung                      | 1                     |
| Länge                          | 8,0 m                 |
| Spannweite                     | 19,0 m                |
| Höhe                           | 2,1 m                 |
| Flügelfläche                   | 15,70 m²              |
| Flügelstreckung                | 23                    |
| max. Flügelbelastung           | 29/35 kg/m²           |
| Gleitzahl                      | 42 bei 106 km/h       |
| geringstes Sinken              | 0,68 m/s bei 102 km/h |
| Rüstmasse                      | 435 kg                |
| max. Flugmasse                 | 530 kg                |
| max. zulässige Geschwindigkeit | 240 km/h              |
| Mindestgeschwindigkeit         | 72 km/h               |
| Profil                         | NACA 66-215 / 66-416  |